# Coleophora trichopterella
Coleophora trichopterella é uma espécie de mariposa do gênero Coleophora pertencente à família Coleophoridae.